# أحمد سيف حاشد هاشم
أحمد سَيْف حاشِد هاشِم هو برلماني يمني، وعضو مجلس النواب، عضو لجنة الحريات العامة وحقوق الإنسان بالمجلس عن الدورة البرلمانية 2003 - 2009 والكتلة البرلمانية للمستقلين ممثلا عن الدائرة الانتخابية رقم (70) محافظة لحج. 
وُلدَ في 9 اكتوبر 1962م في قَرْيَة شرار مديرية القبيطة بمحافظة لحج، وترَعْرَع فيها. حاصل على بكالوريوس شريعة وقانون ومؤهل سياسة دولية
اشتهر بانتقاداته اللاذعة لحكومتي صنعاء وعدن ولقيادة مجلس النواب نفسه بسبب ما يصفه بالفساد المستشري داخل المجلس وفي مختلف أجهزة الدولة والتعدي على الدستور وحقوق الإنسان على حد تعبيره.

## فترة المجلس
باتفاق عرف باسْم «اتفاق فبراير» مُددت فترة المجلس لمدة عامين، وبقيام ثورة الشباب اليمنية لم تُجْرَ الانتخابات، وبحسب اتفاق المبادرة الخليجية مُددت لمدة عامين آخرين حتى 2013م، ونظراً للأزمة السياسية المستمرة منذ 2014 ونشوب الحرب القائمة منذ 2015 لم يتسنى انتخاب مجلس نواب جديد، ولا تزال الشرعية متجسدة في المجلس المنتخب عام 2003 حتى اليوم.

## وصلات خارجية
"أحمد سيف حاشد هاشم". مرصد البرلمان اليمني. مؤرشف من الأصل في 2020-01-25. اطلع عليه بتاريخ 2013-07-30.